# Drag queen

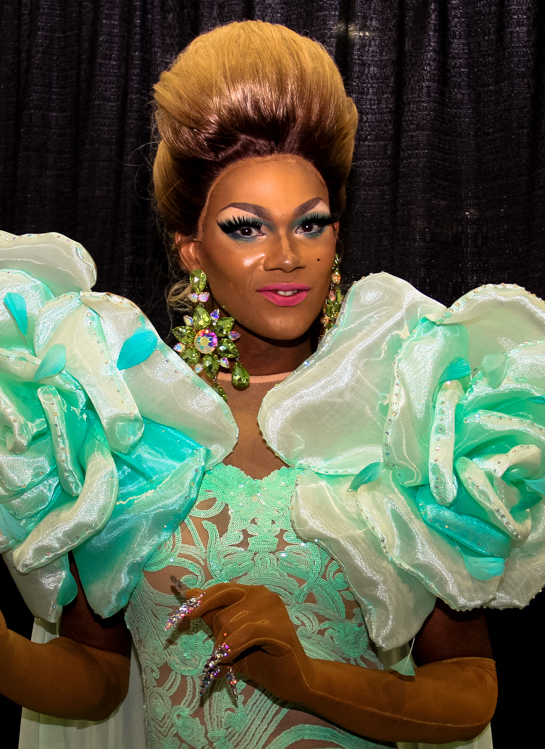
Chi Chi DeVayne, RuPaul Dragcon 2018

Drag queen je většinou muž, který svým oblečením a chováním karikuje ženu, a to pro zábavu nebo s uměleckým cílem. Při stylizaci do ženské role se přehánějí některé charakteristiky (jako např. líčení), aby bylo dosaženo komického, dramatického či satirického efektu. Pro některé muže je vystupování jako drag queen zaměstnání. Existují také drag queen soutěže (např. RuPaul's Drag Race a Boulet Brother's Dragula).
Jako drag queen si lze představit převlečené osoby, obvykle karikované, které baví své obecenstvo tanečními čísly, věnují se stand-up comedy a často „lipsyncují“ (napodobují zpěv) a vystupují v různých gay průvodech, diskotékách či kabaretech. Přestože se dragu věnují převážně členové queer komunity a je spojený s její historií, samotné bytí drag queen nijak nesouvisí se sexuální orientací či identitou a zapojují se i heterosexuálové.
Genderovým protějškem drag queen je drag king, většinou žena převlečená a chovající se jako muž, rovněž s podobně přeháněnými rysy karikujícími mužskou roli.

## Historie
Samotný fenomén Drag queens má delší historii a někteří autoři za jeho začátek označují doby, kdy v divadlech mohli hrát pouze muži i přes existenci ženských postav. Historicky souvisí také s takzvanými travesti shows, od kterých se ovšem odlišuje důrazem na vlastní osobnost jednotlivých drag queens, zatímco při travesti shows jde spíše o napodobování existujících osobností. Také období prohibice ve Spojených státech amerických ve 30. letech 20. století je označováno jako jedno z období velkého rozvoje drag shows.
Do mainstreamové kultury začátkem 21. století dostal drag především americký televizní pořad RuPaul's Drag Race, který moderuje RuPaul. Tato reality show odstartovala kariéry stovek drag queens, které v ní soutěžily. Obecně se v 21. století působiště drag queens přesouvá i mimo místa spojená s queer komunitou. Například při zahajovacím ceremoniálu letních olympijských her 2024 v Paříži bylo součástí i jejich vystoupení. Tento přesun má své zastánce i odpůrce a podobné akce se někdy stávají kontroverzními.

## Známé drag queens

### České
- Dima Arrest[7][8][9]
- Gizela Kova[9][10]
- Melancholia Blackbile
- Janny Jill[11]
- Just Karen[9][12]
- Chi Chi Tornádo[9][13][14][15]
- Chlorophyll von Needle[9]
- Miss Carriage[9]
- Miss Petty[16]
- Naira Delairo[17]
- Tiffany Richbitch[18]
- Vlasta Wild[9]
- Kassie Di Wain[19]
- Joan J. Harlow
- Taura Nark
- Joanne Vidalis
- Miss Chief

### Ve světě
- RuPaul[20]
- Divine
- Conchita Wurst
- Chi Chi LaRue
- Sharon Needles
- Bianca Del Rio[21]
- Dame Edna
- Lady Bunny
- Alaska Thunderfuck
- Katya Zamolodchikova[22]
- Olivia Jones[23]
- Peaches Christ
- Boulet Brothers
- Detox Icunt
- Adore Delano
- Raja
- Raven
- Kim Chi
- Trixie Mattel[24]
- Roxxxy Andrews
- Alyssa Edwards

## Filmy s tematikou drag queens
- Connie a Carla (Connie and Carla), americká krimikomedie z roku 2004
- Dobrodružství Priscilly, královny pouště (The Adventures of Priscilla, Queen of the Desert), australský film z roku 1994 oceněný Oscarem za kostýmy či cenou BAFTA za kostýmy a masky
- Hedwig a Angry Inch (Hedwig and the Angry Inch), americký muzikál režiséra Johna Camerona Mitchella z roku 2001 oceněný na filmovém festivalu Sundance
- Klec bláznů (La Cage Aux Folles), francouzská komedie z roku 1978, později doplněná dvěma pokračováními a americkým remakem
- Mučivá láska (Torch Song Trilogy), filmová adaptace divadelní hry Harvey Fiersteina z roku 1988 s autorem v hlavní roli
- Ptačí klec (The Birdcage), americký remake francouzské Klece bláznů z roku 1996 s Robinem Williamsem, Nathanem Lanem či Genem Hackmanem
- Rocky Horror Picture Show, americká filmová adaptace rockového muzikálu z roku 1975 s Timem Currym, Susan Sarandon a Barrym Bostwickem
- Shortbus, autorský film Johna Camerona Mitchella z roku 2006
- The Curiosity of Chance, americko-belgický film z roku 2006
- Tři muži v negližé (To Wong Foo, Thanks for Everything! Julie Newmar), americká komedie z roku 1995 s Wesley Snipesem, Patrickem Swayzem a Johnem Leguizamem